# Helionidia hirsuta
Helionidia hirsuta är en insektsart som beskrevs av Irena Dworakowska 1980. Helionidia hirsuta ingår i släktet Helionidia och familjen dvärgstritar. Inga underarter finns listade i Catalogue of Life.